# あいつにノック・アウト
『あいつにノック・アウト』（Forever Your Girl）は、1988年にリリースされたポーラ・アブドゥルの1枚目のスタジオ・アルバム。

## 概要
デビュー・アルバムにしてロングヒットを記録し全米ビルボードアルバムチャートでは64週をかけて首位を記録、シングルカットされたシングルの内4枚が全米の総合シングルチャートBillboard Hot 100で首位を獲得した。デビューアルバムから4枚のナンバーワン・シングルが生まれたのはビルボードHot 100史上初の記録となった。全米以外ではオーストラリアでも1位、イギリスでは3位を記録。

## 収録曲
1. 恋するままに - (It's Just) The Way That You Love Me
2. あいつにノック・アウト - Knocked Out
3. 甘い誘惑 - Opposites Attract (featuring The Wild Pair)
4. ステイト・オブ・アトラクション - State of Attraction
5. アイ・ニード・ユー - I Need You
6. フォーエバー・ユア・ガール - Forever Your Girl
7. ストレイト・アップ - Straight Up
8. ネクスト・トゥ・ユー - Next to You
9. 冷たいハート - Cold Hearted
10. 恋のかけひき - One or the Other